# チェルシー・ノーブル
チェルシー・ノーブル（Chelsea Noble、1964年12月4日 - ）は、アメリカ合衆国の女優。

## 出演作品
- 人間消失　ファイナル・ウォー
- 人間消失　トリビュレーション・フォース
- 愉快なシーバー家　ママの選挙運動
- 人間消失
- ユー・ラッキー・ドッグ／名犬ラッキーは大富豪?
- フルハウス（サマンサ）
- 愉快なシーバー家（ケイト）